# أندريه لافيتا
أندريه لافيتا (مواليد 26 مارس 1978) هو ملاكم كوبي، مثّل بلاده في الألعاب الأولمبية الصيفية 2008.

## روابط خارجية
أندريه لافيتا على موقع أوليمبيديا (الإنجليزية)